# Sylvicola secretus
Sylvicola secretus är en tvåvingeart som först beskrevs av Harris 1780.  Sylvicola secretus ingår i släktet Sylvicola och familjen snäppflugor. Inga underarter finns listade i Catalogue of Life.